# اووی اجاریا
اووی اجاریا (انگلیسی: Ovie Ejaria؛ زادهٔ ۱۸ نوامبر ۱۹۹۷) بازیکن فوتبال اهل بریتانیا است.
از باشگاه‌هایی که در آن بازی کرده‌است می‌توان به باشگاه فوتبال لیورپول اشاره کرد.
وی همچنین در تیم‌های ملی فوتبال زیر ۲۰ و ۲۱ انگلستان بازی کرده‌است.